# Muka (vattendrag i Burundi)
Muka är ett vattendrag i Burundi.   Det ligger i provinsen Makamba, i den södra delen av landet, 120 km sydost om huvudstaden Bujumbura.
Omgivningarna runt Muka är en mosaik av jordbruksmark och naturlig växtlighet. Runt Muka är det ganska tätbefolkat, med 93 invånare per kvadratkilometer.